# Goodingia
Genre
Goodingia est un genre de mollusques gastéropodes de la famille des Eulimidae. Ce sont des  espèces marines parasitant d'autres espèces.

## Systématique
Le genre Goodingia a été créé en 1972 par le zoologiste danois Jørgen G. Lützen (d) avec pour espèce type Goodingia varicosa.

## Liste d'espèces
Selon World Register of Marine Species (11 août 2021) :
- Goodingia capillastericola (Minichev, 1970)
- Goodingia ophiuraphila (Habe, 1974)
- Goodingia varicosa (Schepman, 1909) - espèce type